# 安盟-FDJ车队

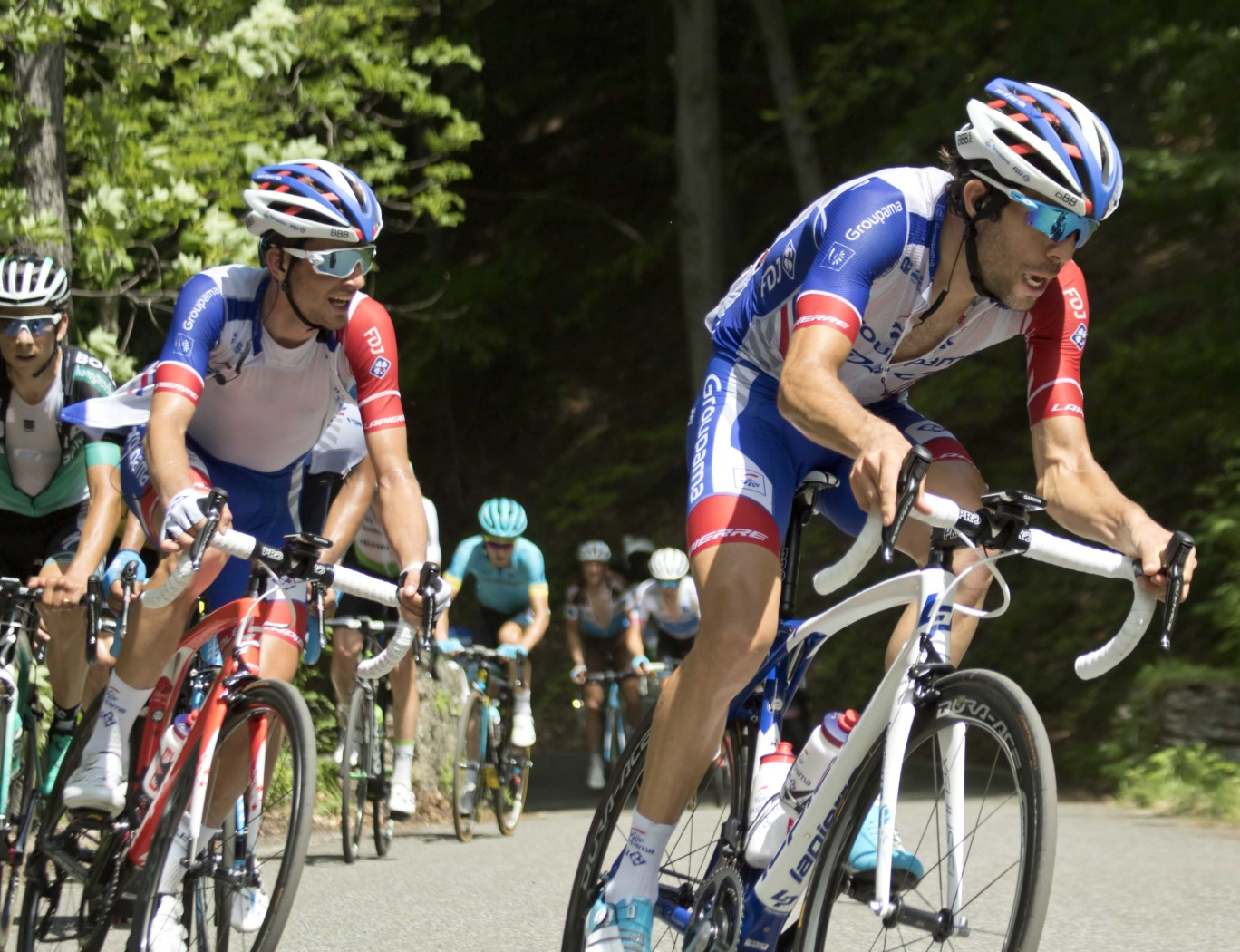
身着白蓝红配色骑行服的车队车手塞巴斯蒂安·莱辛巴赫（左）和蒂博·皮诺（右）于2018年环意

安盟-FDJ车队（Groupama–FDJ，UCI隊碼：GFC）是法國职业自行車隊，由安盟集团和法国博彩（缩写FDJ）联合赞助，属于国际自行车联盟（UCI）最高级别的世界车队组别。該車隊主要由法國车手組成，目前在三大自行车环赛取得的最好成绩为2014年环法上蒂博·皮诺的第三名。

## 历史
1994年，法国车手马克·马迪奥在巴黎–魯貝赛事因事故骨折而结束了职业生涯。他之后开始筹建自行车队。马迪奥拉来法国博彩（Française des Jeux，缩写FDJ）公司作赞助商，并以传真发送手写意向合同的方式招募车手。1997年车队正式成立，名为法国博彩车队。2010年后，车队改用缩写的FDJ车队。
2012年，法国建材连锁店BigMat短暂地联合赞助了一年。2018年起，法国保险公司安盟集团加入联合赞助，使得车队预算增加30%，达到每年2000万欧元，车队也自此改名为安盟-FDJ车队。
2023年，车队修改了其骑行衫上使用多年的白蓝红配色，改成以海军蓝为主色调。